# جوزيف تي وايت
جوزيف تي وايت (بالإنجليزية: Joseph T. White) هو عسكري أمريكي، ولد في 5 نوفمبر 1961 في سانت لويس في الولايات المتحدة، وتوفي في 1 أغسطس 1985 في Chongchon River ‏ في كوريا الشمالية بسبب غرق.